# Шелестове
Шелестове́ — село в Україні, у Коломацькій селищній громаді Богодухівського району Харківської області. Населення становить 1555 осіб. До 2017 орган місцевого самоврядування— Шелестівська сільська рада.
Населення становить 1555 осіб. Засноване 1768 році, площа 2,69 км², густота населення 578,07 осіб/км².

## Географія
Село Шелестове примикає до сіл Білоусове і Нагальне. На відстані 4 км розташоване смт Коломак. Через село проходить залізниця, а в селі діє станція Коломак.

## Історія
Щодо назви села, то здавна в народі побутує дві легенди. Згідно з однією з них назва села пов'язана з густими дубовими лісами, що шелестіли навколо, а за іншою — село було засноване козаком Шелестом. Але остання версія не була переконливою, бо серед сучасних жителів села немає жодного, хто носив би прізвище цього засновника з легенди. До того ж ще склалася впевненість в унікальності назви  села, бо ні в Харківській, ні в Полтавській, ні в Сумській областях ніде немає сіл з подібною назвою. Таку впевненість одного разу розвіяв довідник поштових індексів колишнього СРСР, у котрому не виявилося села (бо поштове відділення у селі називається Коломак-вокзал), зате знайшлося інше село Шелестове у Волгоградській області, а також село Шелестівка на східному порубіжжі України в Луганській області. З жителями цих сіл у Петра Петровича зав'язалося жваве листування, відбувся обмін делегаціями з волгоградськими шелестянами. На наш подив російські побратими розмовляли тією ж говіркою української мови, що й жителі села. Вони розповіли йому власну легенду про заснування їхнього села.
Воно було засноване українськими переселенцями на чолі з легендарним Андрієм Шелестом у 1777 році. Зараз прізвище Шелестов там досить поширене. Спільними для обох сіл є такі прізвища, як Гринько, Кравченко, Костенко, Сердюк, Завгородній. Деякі прізвища дещо змінені. Так у нас Манько, а в них — Банько, у нас — Шумейко, а в них — Кумейко. Сліди генетичного зв'язку між нашими предками знаходимо також у топонімах. Недалеко від нас є село Водяна, а біля них — Водіне, в нас — Чутове, а в них — Жутово, в нас — Прогоня, а в них — Абганерово. Ймовірно, що предки волгоградських шелестян переселилися з нашого села в одній громаді з предками жителів навколишніх сіл, гнані процесами закріпачення та панського і царського поневолення. На шляху цього переселення на вільні землі вони зупинялися в луганських степах, де заснували село Шелестівку. Але в тому селі мабуть, мало залишилося людей з ватаги Шелеста — здебільшого Гриньки та Кравченки, нащадки яких там мешкають й досі. Це первинне поселення доповнилося людьми з повторної хвилі переселення з якогось іншого місця, бо зараз більшість населення Шелестівки носить прізвища Бриль та Прищепа.
Проводячи топонімічно-історичні дослідження, Петро Петрович помітив, що відстань між тезками в ланцюгу переселень майже однакова і становить близько 320 кілометрів. А знаючи те, що наш край 350 років тому був диким степом, дійшов висновку, що наше Шелестове не є корінним, не є центром розселення. А материнське пра-Шелестове необхідно шукати десь на 320 кілометрів західніше.
Скориставшись відкритою закономірністю, я перевірив Пашенка П. П., відклав на карті цю відстань, і мій олівець опустився в правобережній частині Подніпров'я. Та, на превеликий жаль, села Шелестового там не знайшов. Тоді я відміряв на карті ще раз відстань одного козацького переходу — 320 кілометрів. І знайшов на карті Хмельницької області село Шелестяни в Ново-Ушицькому районі. До речі, цікаво, що недалеко від цього села є село Капустяни, а поряд з нами — урочище Капустяне, де до 1939 року був хутір з аналогічною назвою. Відкривши книгу «Історія міст і сіл України», в томі про Закарпатську область я знайшов ще одне село Шелестово Кольчинської сільської ради Мукачівського району. Воно славилося старовинною церквою та археологічними знахідками. Але тут на мене чатувала чергова загадка: це село кудись зникло, і в довіднику "Адміністративно-територіальний поділ України" воно вже не значилося. Після листування з Кольчинською селищною радою з'ясувалося, що село Шелестово тепер входить до складу смт. Кольчино.
Отже, вимальовується досить цікаве осмислення нашої історії, топоніміки та переселення наших непосидющих пращурів, які з-за Карпатських гір дійшли аж за Дон і полишили по собі на карті України і навіть за її межами оригінальне намисто з сіл: Шелестово, Шелестяни, Шелестівка, Шелестово. Колись в ньому було, мабуть, шість перлин.
Але подніпровське Шелестове десь згубилося у вирі історії, або ж зникло десь на дні рукотворного моря. Цікаво було б його відшукати. І Петро Петрович відшукав.  Він писав, що, скориставшись моєю методикою пошуку на карті, виявив, що може бути Шелестове без Шелестів, а є Шелести без Шелестового. У Катеринопільському районі Черкаської області раніше був хутір Соколівка. Колись там, за розповідями старожилів, жили одні Шелести. Скільки їх було і коли вони поселилися, автор листа не міг дізнатися. Та йому відомо, що в Соколівці був навіть свій колгосп, що багато жителів цього населеного пункту, яке віднесли до ряду неперспективних, розселилися по сусідніх селах, як це зробив і його батько, який побудувався ще до народження Анатолія Володимировича в селі Потоки за два кілометри від Соколівки. Остання жителька залишила хутір у 1985 році. Ось таким чином мені допомогли знайти шосту перлину.
Історичні дослідження дозволили уточнити обставини подій, що призвели до заснування нашого села. У 1733—1768 роках на Черкащині відбулося велике селянське повстання, відоме під назвою Коліївщина під проводом Івана Гонти та Максима Залізняка. Не всім відомо, що один з ватажків цього повстання був черкаський козак Василь Шелест. 6 липня 1768 року сталася зрада і царський генерал Кречетников захопив в полон всіх ватажків повстання, а потім передав їх на розправу до рук польського воєводи В. Стимпковського, який у своїй резиденції у місті Кодні стратив 3000 гайдамак і ще більше покалічив. Серед страчених був і Василь Шелест.
Залишається тільки здогадуватися, що після такої страшної звістки про зраду і вчинену розправу рештки загону Шелеста на чолі з його братом Андрієм, прихопивши дружин та дітей, втекли на Слобожанщину, де й заснували наше село. Але й тут з якихось причин більшість з них довго не затрималося, а здійснили ще два переселення: спочатку до Луганщини, а потім аж за Дон. Таким чином, 1768 рік можна вважати за рік заснування нашого села.
У 1990 році працівники Шелестівської сільської ради започаткували побратимські зв'язки з мешканцями села Шелестове Волгоградської області Росії. Відбулися обміни делегаціями колективів художньої самодіяльності, а потім школярів. Це знайомство мало романтичне продовження. Двоє молодих людей: Довгополий Валера з Росії та Литвин Віта з України покохали один одного і в 1995 році одружилися. Так знову поріднилися жителі наших сіл вже сімейними вузами.
З історії відомо, що в Коломаці був обраний гетьманом України Іван Мазепа, а згодом, в ході російсько-шведської війни, напередодні Полтавської битви шведи спалили кільканадцять слобожанських містечок, серед яких був і Коломак. Серед військового командування російського царя був граф Гаврило Іванович Головкін, який відразу після Полтавської битви купив слободу Томарівку, що на Білгородщині, та заселив її українськими майстрами, яких він підібрав у зруйнованих шведами містечках. З тих пір живуть в Томарівці люди з прізвищами Коломацькій та Краснокутський.
1997 року до Шелестового приєднане село Лісне.
12 червня 2020 року, розпорядженням Кабінету Міністрів України № 725-р «Про визначення адміністративних центрів та затвердження територій територіальних громад Харківської області», увійшло до складу Коломацької селищної громади.
19 липня 2020 року, в результаті адміністративно-територіальної реформи і ліквідації Коломацького району, село увійшло до складу Богодухівського району.

## Населення
Згідно з переписом УРСР 1989 року чисельність наявного населення села становила 1797 осіб, з яких 806 чоловіків та 991 жінка.
За переписом населення України 2001 року в селі мешкали 1552 особи.

### Мова
Розподіл населення за рідною мовою за даними перепису 2001 року:
| Мова       | Відсоток |
| ---------- | -------- |
| українська | 94,28 %  |
| російська  | 5,27 %   |
| білоруська | 0,13 %   |
| молдовська | 0,13 %   |
| угорська   | 0,06 %   |

## Видатні люди села
- Тома Геннадій — герой війни на Донбасі, боєць батальйону «Айдар».
- Литвиненко Юрій Юрійович (1979—2015) — лейтенант юстиції, учасник російсько-української війни, уродженець с. Шелестово, замкомбата з правових питань 17 батальйону 57 ОМБР, лицар ордену Богдана Хмельницького (посмертно), загинув у боях під Горлівкою у грудні 2015 року, похований у нашому селі[8].
- Гуртовий Микола — заслужений артист УРСР.

## Сьогодення
У селі є Шелестівська загальноосвітня школа І-ІІІ ст., заснована в 1979 році, ХПП та СТОВ «Колос»